# Esquirol de Deppe
L'esquirol de Deppe (Sciurus deppei) és una espècie de rosegador de la família dels esciúrids. Viu a Belize, Costa Rica, El Salvador, Guatemala, Hondures, Mèxic i Nicaragua. Es tracta d'un animal diürn i solitari que s'alimenta de llavors, fruita, fongs, brots i fulles. El seu hàbitat natural són els boscos perennifolis o semicaducifolis. És una espècie en risc mínim, és a dir, no sembla que hi hagi cap amenaça significativa per a la seva supervivència.
Aquest tàxon fou anomenat en honor de l'horticultor i artista alemany Ferdinand Deppe.